# ووستووزل
شهر ووستووزل (به فرانسوی: Wuustwezel) در شهرستان آنتوئر در استان آنتوئر در منطقه فلاندری در کشور بلژیک واقع شده‌است.